# Línea 197B (Interurbanos Madrid)
La línea 197B de la red de autobuses interurbanos de Madrid une Torrelaguna con Valdemanco.

## Características
Esta línea presta servicio además a El Berrueco y La Cabrera, municipios situados entre Torrelaguna y Valdemanco tardando aproximadamente 40 min entre cabeceras.
Siguiendo la numeración de líneas del CRTM, las líneas que circulan por el corredor 1 son aquellas que dan servicio a los municipios situados en torno a la A-1 y comienzan con un 1. Aquellas numeradas dentro de la decena 190 corresponden a aquellas que circulan por la Sierra Norte de Madrid. En concreto, la línea 197B indica un incremento sobre la línea 197 ya que se necesita para enlazar con Madrid los lugares por los que circula la línea 197B. Esto se hace en Torrelaguna como punto central de la zona desde donde parten esta y otras líneas complementarias a la línea 197.
La línea mantiene los mismos horarios todo el año (exceptuando las vísperas de festivo y festivos de Navidad).
Está operada por la empresa ALSA mediante la concesión administrativa VCM-103 - Madrid - Buitrago - Rascafría (Viajeros Comunidad de Madrid) del Consorcio Regional de Transportes de Madrid.

## Horarios
Los horarios que no sean cabecera son aproximados.
| Lunes a viernes laborables | Lunes a viernes laborables | Lunes a viernes laborables | Lunes a viernes laborables | Lunes a viernes laborables | Lunes a viernes laborables | Lunes a viernes laborables | Lunes a viernes laborables | Sábados laborables, domingos y festivos | Sábados laborables, domingos y festivos | Sábados laborables, domingos y festivos | Sábados laborables, domingos y festivos | Sábados laborables, domingos y festivos | Sábados laborables, domingos y festivos | Sábados laborables, domingos y festivos | Sábados laborables, domingos y festivos |
| Torrelaguna > Valdemanco   | Torrelaguna > Valdemanco   | Torrelaguna > Valdemanco   | Torrelaguna > Valdemanco   | Valdemanco > Torrelaguna   | Valdemanco > Torrelaguna   | Valdemanco > Torrelaguna   | Valdemanco > Torrelaguna   | Torrelaguna > Valdemanco                | Torrelaguna > Valdemanco                | Torrelaguna > Valdemanco                | Torrelaguna > Valdemanco                | Valdemanco > Torrelaguna                | Valdemanco > Torrelaguna                | Valdemanco > Torrelaguna                | Valdemanco > Torrelaguna                |
| Torrelaguna                | El Berrueco                | La Cabrera                 | Valdemanco                 | Valdemanco                 | La Cabrera                 | El Berrueco                | Torrelaguna                | Torrelaguna                             | El Berrueco                             | La Cabrera                              | Valdemanco                              | Valdemanco                              | La Cabrera                              | El Berrueco                             | Torrelaguna                             |
| 07:45                      | 08:05                      | 08:15                      | 08:25                      | 08:40                      | 08:50                      | 09:00                      | 09:20                      | 07:50                                   | 08:10                                   | 08:20                                   | 08:30                                   | 08:35                                   | 08:45                                   | 08:55                                   | 09:15                                   |
| 12:15                      | 12:35                      | 12:45                      | 12:55                      | 12:55                      | 13:05                      | 13:15                      | 13:35                      | 15:50                                   | 16:10                                   | 16:20                                   | 16:30                                   | 16:35                                   | 16:45                                   | 16:55                                   | 17:15                                   |
| 13:50                      | 14:10                      | 14:20                      | 14:30                      | 14:30                      | 14:40                      | 14:50                      | 15:10                      |                                         |                                         |                                         |                                         |                                         |                                         |                                         |                                         |

## Recorrido y paradas

### Sentido Valdemanco
La línea inicia su recorrido en Torrelaguna junto a la Plaza de Manuel María Martín. Sale de la localidad por la carretera M-131 en dirección a El Berrueco. Aquí tiene una parada en el casco urbano antes de desviarse por la carretera M-127 en dirección a La Cabrera realizando otra parada junto a la Urbanización Pradera del Amor.
Al final de la carretera M-127, la línea llega a La Cabrera, donde tiene 4 paradas en la Avenida de La Cabrera.
Entra a Valdemanco por la carretera M-610 y realiza paradas en la Colonia El Roble, la Urbanización La Hoya y la cabecera se encuentra en la Avenida del Desvío.
| Código | Zona | Localidad   | Denominación                                          | Ubicación                                     | Líneas de la parada                  |
| ------ | ---- | ----------- | ----------------------------------------------------- | --------------------------------------------- | ------------------------------------ |
| 11737  |      | Torrelaguna | Camino de la Soledad - Avenida de Madrid              | Camino de la Soledad Nº1                      | 197 197A 197B 197C 197D 197E 913 FS2 |
| 10315  |      | El Berrueco | El Berrueco - Plaza de la Picota                      | Plaza de la Picota Nº3                        | 197B                                 |
| 11201  |      | El Berrueco | Carretera M-127 - Urbanización Pradera del Amor       | Carretera de El Berrueco a La Cabrera km. 1,8 | 191 196 197B                         |
| 15942  |      | La Cabrera  | Avenida de La Cabrera - Residencia                    | Avenida de La Cabrera Nº81                    | 191 193 194 195 196 197B             |
| 10037  |      | La Cabrera  | Avenida de La Cabrera - Calle del Pico de la Miel     | Avenida de La Cabrera Nº69                    | 191 193 194 195 196 197B             |
| 10345  |      | La Cabrera  | Avenida de La Cabrera - Calle de Luis Fernández Urosa | Avenida de La Cabrera Nº23                    | 191 193 194 195 196 197B VAC-242     |
| 10666  |      | La Cabrera  | Avenida de La Cabrera - Carretera de Valdemanco       | Avenida de La Cabrera Nº6                     | 191 193 194 195 196 197B 197C 725    |
| 18185  |      | La Cabrera  | Carretera M-610 - Colonia El Roble                    | Carretera de Valdemanco km. 2,6               | 197B 197C 725                        |
| 18183  |      | Valdemanco  | Carretera M-610 - Urbanización La Hoya                | Carretera M-610 (La Cabrera) km. 3,4          | 197B 197C 725                        |
| 10344  |      | Valdemanco  | Valdemanco - Avenida del Desvío                       | Avenida del Desvío Nº 5500                    | 197B 197C725                         |

### Sentido Torrelaguna
El recorrido en sentido a Torrelaguna es igual al de ida pero en sentido contrario.
| Código | Zona | Localidad   | Denominación                                          | Ubicación                                    | Líneas de la parada                  |
| ------ | ---- | ----------- | ----------------------------------------------------- | -------------------------------------------- | ------------------------------------ |
| 19193  |      | Valdemanco  | Valdemanco - Avenida del Desvío                       | Avenida del Desvío Nº 17                     | 197B 197C 725                        |
| 18184  |      | Valdemanco  | Carretera M-610 - Urbanización La Hoya                | Carretera M-610 (La Cabrera) Nº8             | 197B 197C 725                        |
| 18186  |      | La Cabrera  | Carretera M-610 - Colonia El Roble                    | Carretera M-610 (La Cabrera) Nº6             | 197B 197C 725                        |
| 11995  |      | La Cabrera  | Avenida de La Cabrera - Carretera de Valdemanco       | Avenida de La Cabrera Nº8                    | 191 193 194 195 196 197B 197C725     |
| 10346  |      | La Cabrera  | Avenida de La Cabrera - Calle de Luis Fernández Urosa | Avenida de La Cabrera Nº28                   | 191 193 194 195 196 197B VAC-242     |
| 11996  |      | La Cabrera  | Avenida de La Cabrera - Calle del Pico de la Miel     | Avenida de La Cabrera Nº80                   | 191 193 194 195 196 197B             |
| 15941  |      | La Cabrera  | Avenida de La Cabrera - Residencia                    | Avenida de La Cabrera Nº98                   | 191 193194 195 196 197B              |
| 11202  |      | El Berrueco | Carretera M-127 - Urbanización Pradera del Amor       | Carretera de El Berrueco a La Cabrera km. 14 | 191 196 197B                         |
| 10314  |      | El Berrueco | El Berrueco - Parque Infantil                         | Avenida del Generalísimo Nº1                 | 197B                                 |
| 11737  |      | Torrelaguna | Camino de la Soledad - Avenida de Madrid              | Camino de la Soledad Nº1                     | 197 197A 197B 197C 197D 197E 913 FS2 |